# خوان بولو بيريز
خوان بولو بيريز (بالإسبانية: Juan Polo Pérez)‏ (17 أكتوبر 1963 بإدارة بوليفار في كولومبيا - ) هو ملاكم كولومبي.

## إحصائيات
خاض خلال مسيرته 96 نزالا، فاز في 46 وتعادل في 4 وخسر في 46. فاز بالضربة القاضية في 23 نزالا.

## روابط خارجية
- خوان بولو بيريز على موقع بوكس ريك (الإنجليزية) (registration required)